# 王心心
王心心（1966年—），生長於福建晉江，南管音樂家，精習指、譜大曲及各項樂器，尤以唱曲、琵琶、二絃著名。曾任福建泉州南音樂團專職樂師和漢唐樂府南管古樂團的音樂總監，並於2003年創立心心南管樂坊，致力於南管古樂在當代的傳承與發揚。

## 經歷
王心心出生於福建泉州晉江；其父亦是一位對唱曲有所鑽研的南管專家，並從事製造南管樂器。王心心自幼即承接來自父親的教導，並從那時開始奠定其南管演唱基礎。
1984年，王心心錄取福建藝術學校（今福建省泉州艺术学校）的南音專業，並開始跟隨莊步聯、吳造（吳彥造）、馬香緞等前輩學習指、譜大曲及各種樂器的演奏。
1992年，王心心與漢唐樂府共同創辦人陳守俊結婚並定居於臺灣。1995年，獲得行政院新聞局「金鼎獎」最佳演唱獎。
2002年，王心心離開漢唐樂府，並在其學生與親友的贊助下成立心心南管樂坊，在臺灣等地致力於傳授及推廣南管音樂。

## 演藝作品
1996年演出的《豔歌行》，除了在台灣的演出受好評，同時前往國際間藝術節的邀訪；包括了法國亞維儂藝術節、里昂雙年舞蹈節、挪威貝爾根藝術節等演出；2004年以《靜夜思》創作獲得金曲獎-最佳民族音樂獎項。 
與舞蹈家羅曼菲的「越界」舞團作品《天籟》；與布袋戲世家江賜美的「真快樂」掌中劇團，合作了南管布袋戲《陳三五娘》；臺北市立國樂團合作的南管交響曲；王心心擅長南管的跨界合作。
南管《王心心作場─胭脂扣‧ 昭君出塞》邀集了雲門舞集的林懷民擔任藝術總監外，由吳素君與羅曼菲擔任編導、由王心心演出了《昭君出塞》及《胭脂扣》舞劇。
2008年「王心心作場—笑春風‧琵琶行」南管樂製作，從文學與音樂的角度出發，上半場選擇李白《清平調》，下半場《琵琶行》。
2010年的南管現代歌劇《羽》與法國德裔導演盧卡斯‧漢柏斯合作，樂器裏加入了印度西塔琴、日本薩摩琵琶和評彈琵琶，演奏方式加入了現代和聲。
2018年10月20日至11月3日，参加位于深圳海上世界文化艺术中心举行的“寻声·留白”系列古乐演出。

## 心心南管樂坊創作
- 2003年，古與古的交融─古琴&南管《葬花吟》。
- 2004年，舞動南管─現代舞&小提琴&南管《天籟》。
- 2005年，戲動南管─戲劇&南管《王心心作場─胭脂扣‧ 昭君出塞》。
- 2006年，《王心心作場─琵琶行》。
- 2007年 ，《閩風澤─霓裳羽衣》。
- 2008年，《王心心作場─笑春風‧嘆秋途》。
- 2009年 ，《霓裳羽衣》南管崑曲新唱 。[5]
- 2010年 ，《南管詩音樂─聲聲慢》。
- 2010年， 南管現代歌劇《羽》。[13] [14]
- 2013年，於台北中山堂光復廳演出「琵琶X3」[13]。
- 2014年，於金門翟山坑道演出「百鳥歸巢入翟山」[13]。
- 2015年，於高雄、臺南、臺北、桃園，以及廈門、福州，演出「南管詩意」[13]。
- 2016年，於國家演奏廳和臺南文化中心原生劇場演出「此岸 · 彼岸」，並於紐約、德州演出「琵琶行」[13]。

## 外部鏈結
- 不只是崑曲－王心心專訪 （页面存档备份，存于）
- 《百鳥歸巢入翟山》  （页面存档备份，存于）

## 延伸閱讀
- 鄭淑瑩.讓南管化身時尚－王心心要做南管音樂舞劇的品牌領導.《PAR表演藝術》.2005年11月 （页面存档备份，存于）